# Notre Dame Fighting Irish

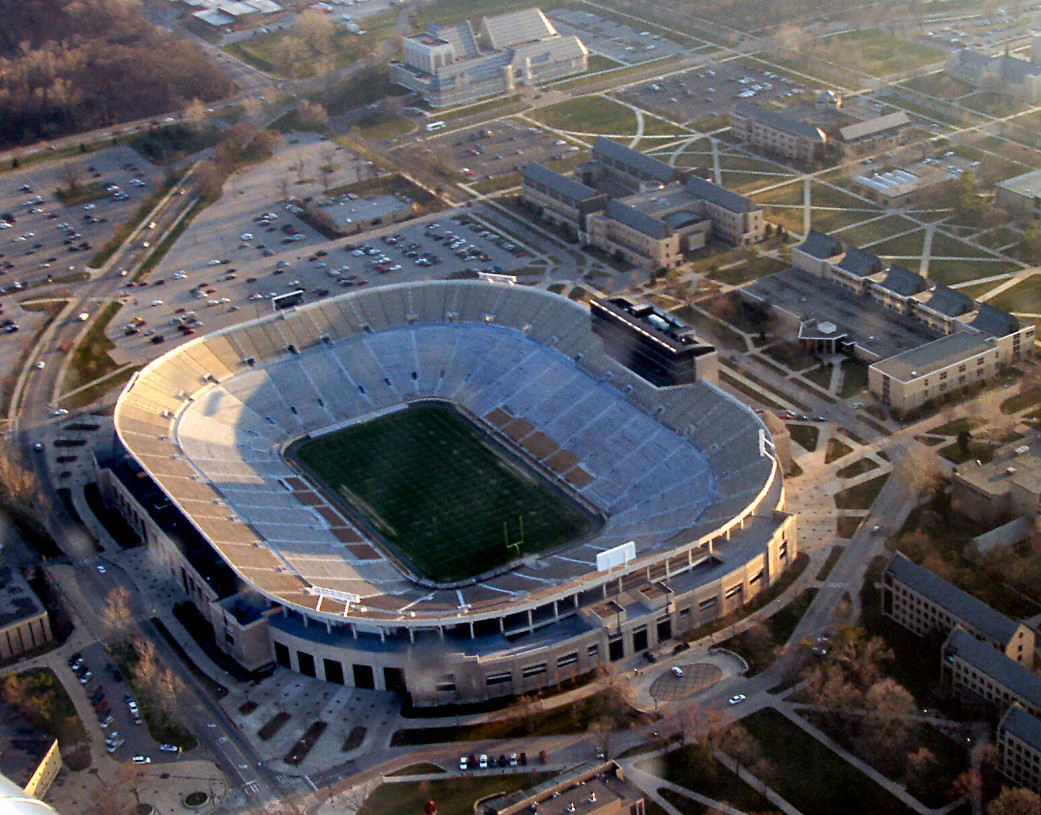
Notre Dame Stadium

Notre Dame Fighting Irish (español: Irlandeses Luchadores de la Universidad de Nuestra Señora) es el nombre que reciben los equipos deportivos de la Universidad de Notre Dame, situada en la localidad de Notre Dame en el estado de Indiana. Los Fighting Irish participan en las competiciones universitarias organizadas por la NCAA, y compiten en la Atlantic Coast Conference, excepto en hockey sobre hielo, deporte en el que compite en la Big Ten Conference, y en fútbol americano, deporte en el que compite como equipo independiente.

## Apodo: losFighting Irish
Existen dos versiones acerca del origen del apodo que utilizan los deportistas de Notre Dame. La primera la sitúa en 1899, durante el segundo tiempo de un partido de fútbol americano contra la Universidad de Northwestern, en la cual los aficionados visitantes comenzaron a cantar: Kill the fighting irish, Kill the fighting irish! (¡matad a los irlandeses luchadores!). La segunda historia se remonta a 1909, cuando durante otro partido de fútbol americano en el que iban perdiendo, un jugador de Notre Dame increpó a sus compañeros, de nombres como Dolan, Kelly, Glynn, Duffy y Ryan (típicos irlandeses)...¿Qué pasa, bastardos? ¡Sois todos irlandeses y no estais luchando nada!.

## Campeonatos nacionales
Ostentan 34 títulos nacionales
- Fútbol americano: 13 (1919, 1924, 1929, 1930, 1943, 1946, 1947, 1949, 1964, 1966, 1973, 1977 y 1988)
- Baloncesto masculino: 2 (1927 y 1936)
- Baloncesto femenino: 2 (2001 y 2018)
- Fútbol masculino: 1 (2013)
- Fútbol femenino: 3 (1995, 2004 y 2010)
- Esgrima masculino: 3 (1977, 1978 y  1986)
- Esgrima femenino: 1 (1987)
- Esgrima mixto: 6 (1994, 2003, 2005, 2011, 2017 y 2018)
- Golf masculino: 1 (1944)
- Tenis masculino: 2 (1944 y 1959)
- Campo a través masculino: 1 (1957)

## Fútbol americano

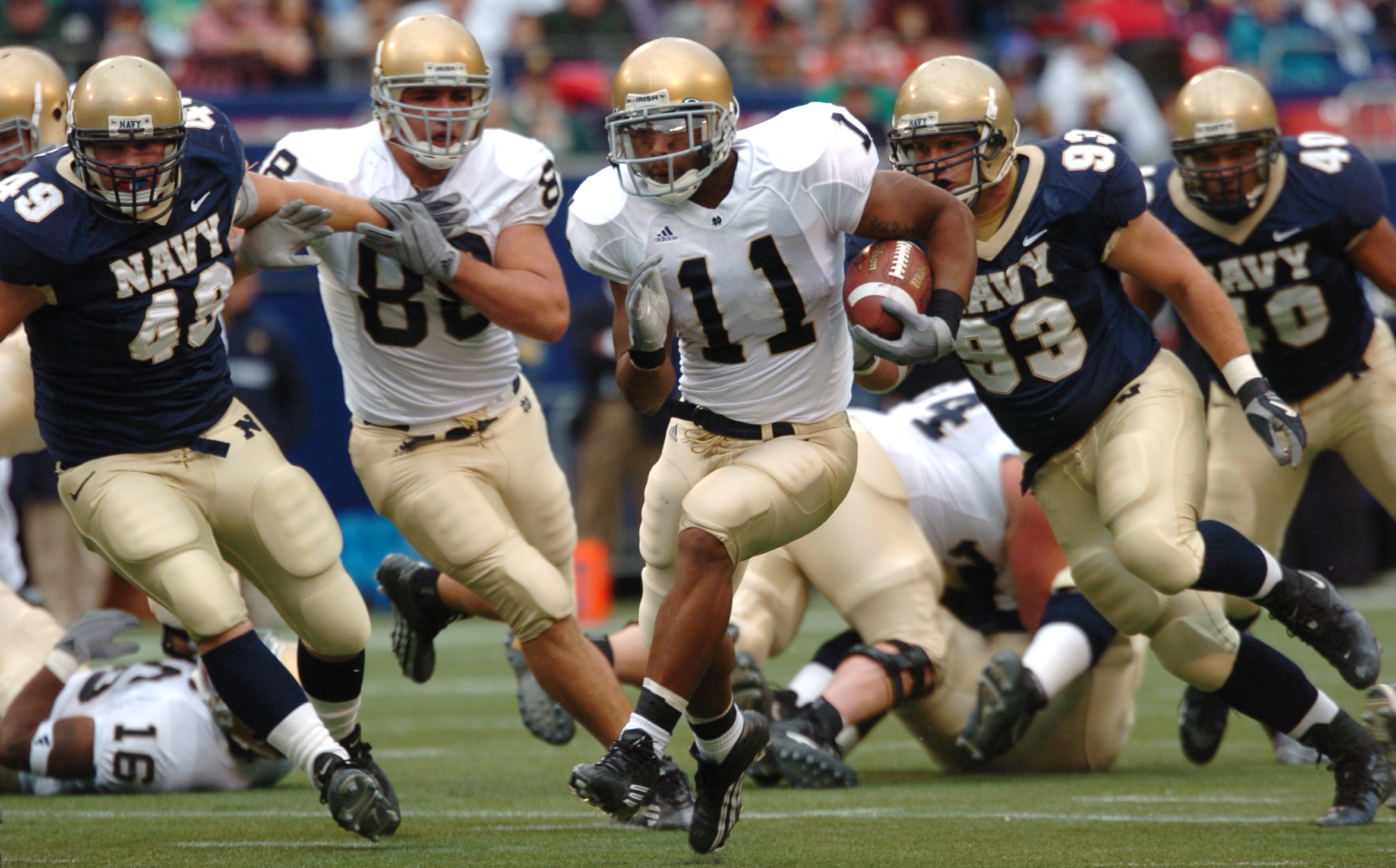
Partido contra Navy, en 2004.

Si hay un deporte por el cual es popular la Universidad de Notre Dame, este es el fútbol americano. Sus orígenes se remontan al año 1879, aunque empezaron a competir oficialmente en 1887.
Han conseguido ganar el campeonato nacional en 13 ocasiones (1919, 1924, 1929, 1930, 1943, 1946, 1947, 1949, 1964, 1966, 1973, 1977 y 1988) según la versión oficial de la NCAA, pero sin embargo, la universidad solo admite 11 campeonatos (1924, 1929, 1930, 1943, 1946, 1947, 1949, 1966, 1973, 1977 y 1988), debido a la peculiar forma de elegir campeón hasta 2006.
Compiten como independientes, es decir que no participan en ninguna conferencia, sino que disputan partidos individuales contra distintos equipos, en particular los Navy Midshipmen (1927-presente), USC Trojans (1926-presente), Purdue Boilermakers (1946-2014), Michigan Wolverines (1978-presente), Michigan State Spartans (1959-2013), Stanford Cardinal (1997-presente) y Army Black Knights (irregular desde 1913).
Siete irlandeses luchadores han conseguido el Trofeo Heisman al mejor jugador del fútbol americano universitario del año.

### Bowls
Al final de la temporada de 2024 había participado en 43 bowls, a pesar de haber denegado todas las invitaciones para participar en ellos durante 45 años entre 1925 y 1969. 
| Temporada | Bowl                           | G/P | Oponente                 | PF | PC |
| --------- | ------------------------------ | --- | ------------------------ | -- | -- |
| 1924      | Rose Bowl                      | G   | Stanford                 | 27 | 10 |
| 1969      | Cotton Bowl                    | P   | #1 Texas                 | 17 | 21 |
| 1970      | Cotton Bowl                    | G   | #1 Texas                 | 24 | 11 |
| 1972      | Orange Bowl                    | P   | #9 Nebraska              | 6  | 40 |
| 1973      | Sugar Bowl                     | G   | #1 Alabama               | 24 | 23 |
| 1974      | Orange Bowl                    | G   | #2 Alabama               | 13 | 11 |
| 1976      | Gator Bowl                     | G   | #20 Penn State           | 20 | 9  |
| 1977      | Cotton Bowl                    | G   | #1 Texas                 | 38 | 10 |
| 1978      | Cotton Bowl                    | G   | Houston                  | 35 | 34 |
| 1980      | Sugar Bowl                     | P   | #1 Georgia               | 10 | 17 |
| 1983      | Liberty Bowl                   | G   | Boston College           | 19 | 18 |
| 1984      | Aloha Bowl                     | P   | #10 SMU                  | 20 | 27 |
| 1987      | Cotton Bowl                    | P   | Texas A&M                | 10 | 35 |
| 1988      | Fiesta Bowl                    | G   | #3 West Virginia         | 34 | 21 |
| 1989      | Orange Bowl                    | G   | Colorado                 | 21 | 6  |
| 1990      | Orange Bowl                    | P   | #1 Colorado              | 9  | 10 |
| 1991      | Sugar Bowl                     | G   | #3 Florida               | 39 | 28 |
| 1992      | Cotton Bowl                    | G   | #3 Texas A&M             | 28 | 3  |
| 1993      | Cotton Bowl                    | G   | #6 Texas A&M             | 24 | 21 |
| 1994      | Fiesta Bowl                    | P   | #5 Colorado              | 24 | 41 |
| 1995      | Orange Bowl                    | P   | #8 Florida State         | 26 | 31 |
| 1997      | Independence Bowl              | P   | #15 LSU                  | 9  | 27 |
| 1998      | Gator Bowl                     | P   | #12 Georgia Tech         | 28 | 35 |
| 2000      | Fiesta Bowl                    | P   | #5 Oregon State          | 9  | 41 |
| 2002      | Gator Bowl                     | P   | #17 North Carolina State | 6  | 28 |
| 2004      | Insight Bowl                   | P   | Oregon State             | 21 | 38 |
| 2005      | Fiesta Bowl                    | P   | #4 Ohio State            | 20 | 34 |
| 2006      | Sugar Bowl                     | P   | #4 LSU                   | 14 | 41 |
| 2008      | Hawaii Bowl                    | G   | Hawaii                   | 49 | 21 |
| 2010      | Sun Bowl                       | G   | Miami                    | 33 | 17 |
| 2011      | Champs Sports Bowl             | P   | #25 Florida State        | 14 | 18 |
| 2012      | BCS National Championship Game | P   | #2 Alabama               | 14 | 42 |
| 2013      | Pinstripe Bowl                 | G   | Rutgers                  | 29 | 16 |
| 2014      | Music City Bowl                | G   | #23 LSU                  | 31 | 28 |
| 2015      | Fiesta Bowl                    | P   | Ohio State               | 28 | 44 |
| 2017      | Citrus Bowl                    | G   | LSU                      | 21 | 17 |
| 2018      | Cotton Bowl                    | P   | Clemson                  | 3  | 30 |
| 2019      | Camping World Bowl             | G   | Iowa State               | 33 | 9  |
| 2020      | Rose Bowl                      | P   | Alabama                  | 14 | 31 |
| 2021      | Fiesta Bowl                    | P   | Oklahoma State           | 35 | 37 |
| 2022      | Gator Bowl                     | G   | South Carolina           | 45 | 38 |
| 2023      | Sun Bowl                       | G   | Oregon State             | 40 | 8  |
| 2024      | Orange Bowl                    | G   | Penn State               | 27 | 24 |

### Tradiciones
Debido a su larga y estudiada historia, el equipo de fútbol americano de Notre Dame mantiene varias tradiciones que son únicas. Algunas son:
- Antes de cada encuentro, los estudiantes de Notre Dame pintan todos los cascos de fútbol de color oro, usando pintura que tiene polvo de oro real.[1]
- Antes del comienzo de cada partido el equipo asiste a misa vestido en atavío formal en la Basílica del Sagrado Corazón. Al concluir la misa, los seguidores forman una línea desde la capilla hasta el estadio, por la cual camina el equipo.[2]
- Al salir de los vestuarios, los jugadores golpean el famoso letrero que dice "Play Like a Champion Today" (Jueguen Hoy Como Campeones).
- Entre el 3.º y 4.º cuarto en los partidos como locales, la banda de música de Notre Dame toca la parte final de la Obertura 1812 mientras el público asistente reacciona moviendo los brazos de manera sincronizada, formando con sus dedos la primera letra del apellido del entrenador en jefe.
- Desde 1961, el Sargento Tim McCarthy de la Policía Estatal de Indiana ha leído un anuncio de "conducir de manera segura" al público asistente durante el 4.º cuarto. Cuando el Sargento McCarthy comienza su anuncio, todos los asistentes al partido escuchan el anuncio sin hacer ruido alguno, el cual siempre termina con algún juego de palabras.[3]
- Al terminar cada partido como locales, el equipo se dirige hacia la sección de las gradas donde se ubican los estudiantes saludarlos, levantando sus cascos. Hacen esto sin importar el resultado.[2]
- Al final de cada partido como locales, la banda toca el Alma Mater, "Notre Dame, Nuestra Madre". Aquellos que aún permanecen en el estadio, unen sus brazos y cantan.

### Cine
Solamente en dos ocasiones, a pesar de las innumerables solicitudes recibidas, ha dado permiso la universidad para grabar en su campus películas de cine sobre su equipo. Concedió permiso para los rodajes de las películas Rudy y Knute Rockne, All American.

### Jugadores en la NFL
| Irlandeses en la NFL            | Irlandeses en la NFL            |
| Selecciones del Draft de la NFL | Selecciones del Draft de la NFL |
| ------------------------------- | ------------------------------- |
| Total de seleccionados:         | 463                             |
| 1.ª selección general de draft: | 5                               |
| 1.ª Ronda del draft:            | 61                              |
| Logros en la NFL                |                                 |
| Participado en el Super Bowl:   | 42                              |
| Ganado el Super Bowl:           | 36                              |
| Miembros del Salón de la Fama:  | 10                              |

### Salón de la Fama
44 jugadores y 10 entrenadores de Notre Dame han sido elegidos para el Salón de la Fama NFL, el mayor número de todas las universidades de Estados Unidos.

## Baloncesto
El equipo de baloncesto masculino ganó el campeonato nacional en dos ocasiones (1927 y 1936) y han disputado 31 fases finales del torneo de la NCAA, clasificándose para la Final Four en 1978. Son sobre todo conocidos por ser los que rompieron la increíble racha de 88 partidos ganados consecutivamente por UCLA en 1974, cuando previamente habían hecho lo mismo contra la misma universidad en 1971, en esa ocasión derrotándolos tras 45 victorias seguidas.
En 2015 ganaron el torneo de conferencia de la ACC y alcanzaron cuartos de final del Campeonato Nacional de la NCAA.
En total, 50 jugadores de Notre Dame han jugado o juegan en la NBA, entre los que destacan Bill Laimbeer, Adrian Dantley o John Paxson.
El equipo femenino ganó el campeonato nacional en 2001 y 2018, y terminó segundo en 2011, 2012, 2014 y 2015.